# Конусов, Николай Александрович
Конусов Николай Александрович (24 апреля 1950, деревня Подкаменка, Бирилюсский район, Красноярский край — 9 декабря 2021, Красноярск) — советский и российский прозаик, поэт, журналист. Член Союза российских писателей. Победитель краевых и всероссийских литературных конкурсов, лауреат Бунинской премии (2005).
Наиболее известные произведения: повести «Окна родного дома», «Мария из Подкаменки»; рассказы «Жених», «Заветная мечта», «Военная тайна», «Долгие сумерки», «Люба Плаксина»; лирическая миниатюра «Пчела»; стихотворения «Родина», «Февраль», «Ток», «Сарафан», «Ковшичек», «Улуй» и другие.
Похоронен на Бадалыкском кладбище города Красноярска.

## Юность

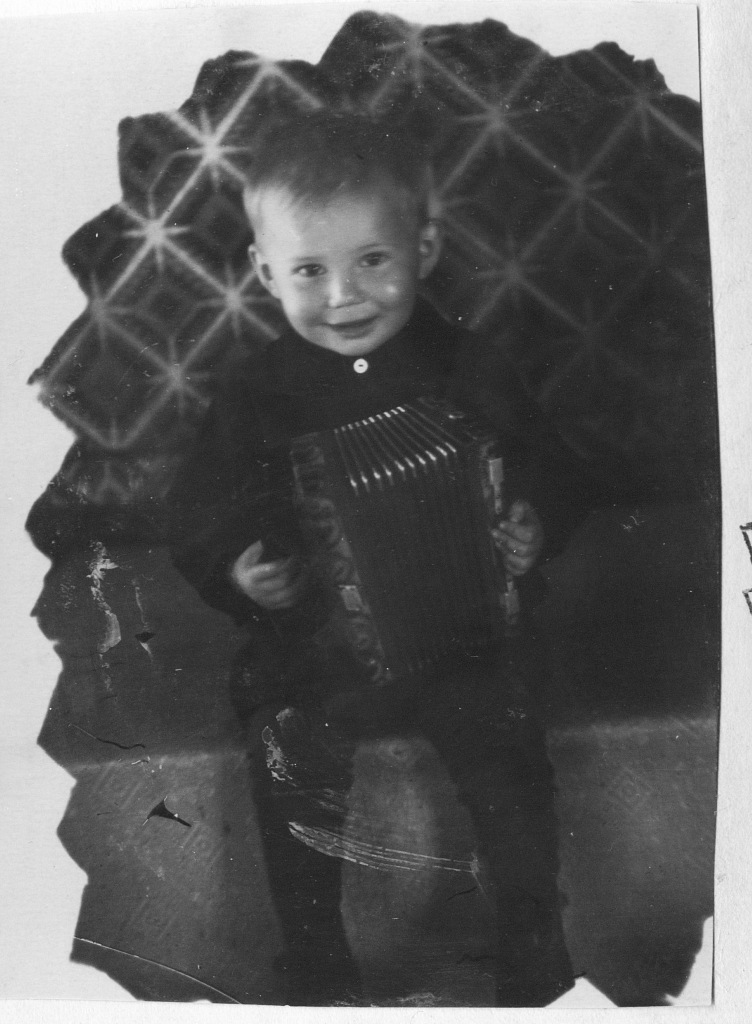
Гармонист из Подкаменки, 1950-е

Николай Александрович Конусов родился 24 апреля 1950 года в деревне Подкаменка в семье Конусова Александра Васильевича (1924—1997), участника Великой Отечественной войны, и Конусовой (Татакаевой) Павлины Ивановны (1925—1980). Николай Александрович был третьим ребёнком в семье, у него было четверо сестер — Валентина (1946—1949), Любовь (1948—1948), Пана (1952) и Татьяна (1955), брат Василий (1957—2023).
В 1967 году закончил Полевскую сельскую средную школу.

## Образование

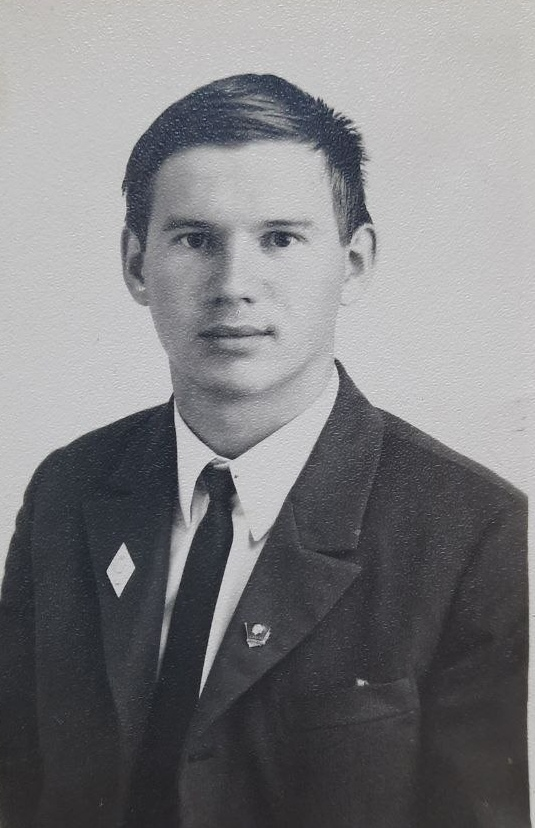
Красноярск, 1971 г.

В 1971 году окончил Красноярский государственный педагогический институт, филологический факультет, специальность «Русский язык и литература».
В 1975 году окончил ВКШ при ЦК ВЛКСМ, кафедра журналистики.

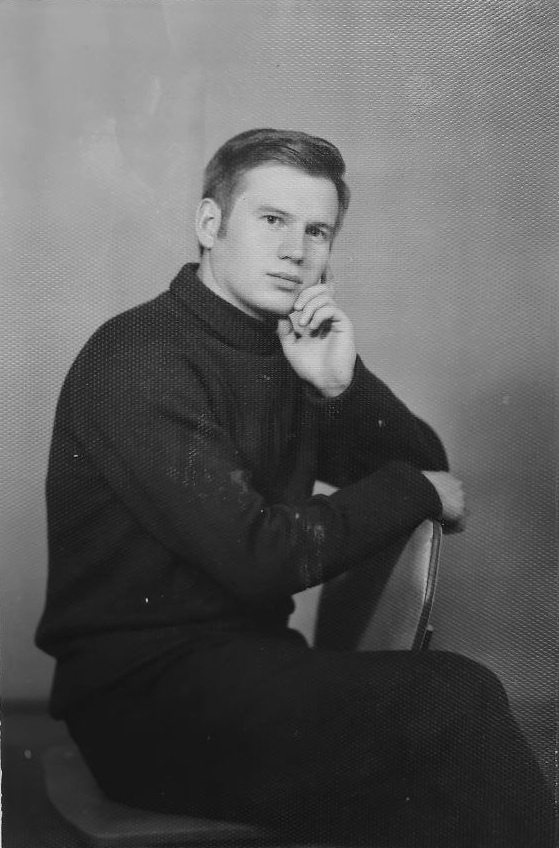
Москва, 1974-75 гг.

## Военная служба
С 12 мая 1972 года по 28 мая 1973 года Николай Александрович проходил службу в Вооруженных Силах Союза ССР.
С мая 1972 года он курсант радиошколы Советской Армии. С отличием окончил шестимесячные курсы радистов. Был назначен секретарем комитета ВЛКСМ радиотехнического батальона ПВО в ноябре 1972 года.

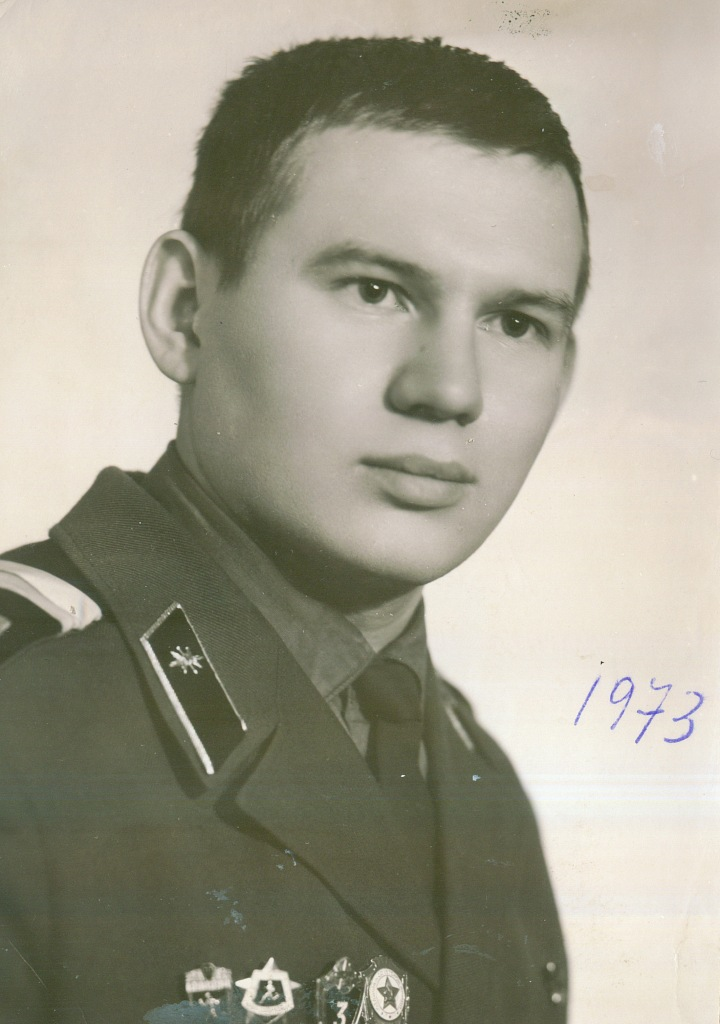
Владивосток-Хабаровск (Переяславка), 1973 г.

19 октября 1977 года присвоено воинское звание лейтенант.
7 декабря 1981 года присвоено воинское звание старший лейтенант.
8 октября 1988 года присвоено воинское звание капитан.

## Карьера и творчество
Выпускник Полевской сельской средней школы, в 1967 году, Николай Александрович, стал победителем районного, а затем зонального смотра художественной самодеятельности в Ачинске со своей поэмой, посвященной юбилею Октябрьской революции. Поступив в Енисейский государственный педагогический институт (1967), этой поэмой он открывал концерт художественной самодеятельности института накануне 7 ноября. Молодой поэт для чтения своих стихов был приглашен на радио Енисейска сотрудником радио Сергеем Захаровым, ныне корреспондент «Парламентской газеты».
В 1969 году, после перевода на историко-филологический факультет в Красноярский государственный педагогический институт, Николай Александрович стал одним из победителей конкурса поэтов, проводимым жюри и редакцией журнала «Знание-сила». Его стихи печатались в «Красноярском комсомольце», многотиражной газете «За кадры» Красноярского технологического института.
В 1971 году, после окончания Красноярского государственного педагогического института Николай Александрович был избран 2-м секретарем Бирилюсского райкома ВЛКСМ, где в районной газете «Новый путь» были опубликованы не только его стихи, но и многочисленные очерки и зарисовки о ветеранах Великой Отечественной войны родного района.
В 1973 году, после службы в армии, принят на должность и. о. директора Полевской сельской средней школы.
В 1975 году, после окончания обучения в ВКШ при ЦК ВЛКСМ, переезжает в Томск и устраивается заведующим отделом комсомольской газеты «Молодой ленинец», а уже в 1976 году становится редактором газеты «За ударные темпы» при объединении «Союзтомскмелиорация».

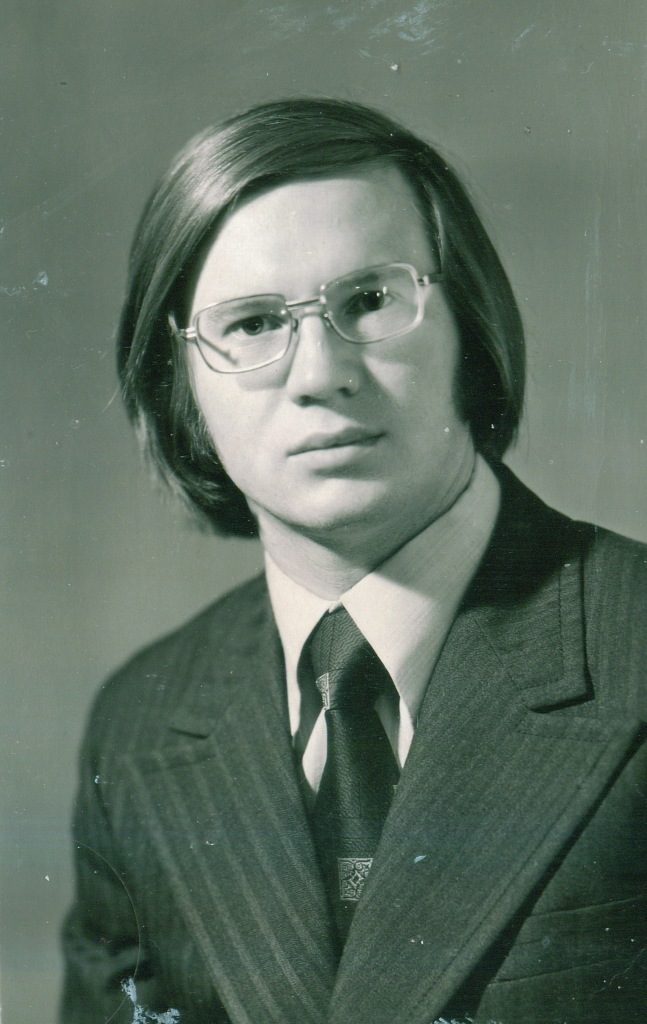
Томск, 1978 г.

В 1981 году Николай Александрович с семьей переезжает из Томска в село Полевое. В то же время он устраивается директором школы в деревне Кирчиж.
В 1984 году его приглашают работать ответственным секретарем в газете «Новый путь» в райцентре Новобирилюссы.

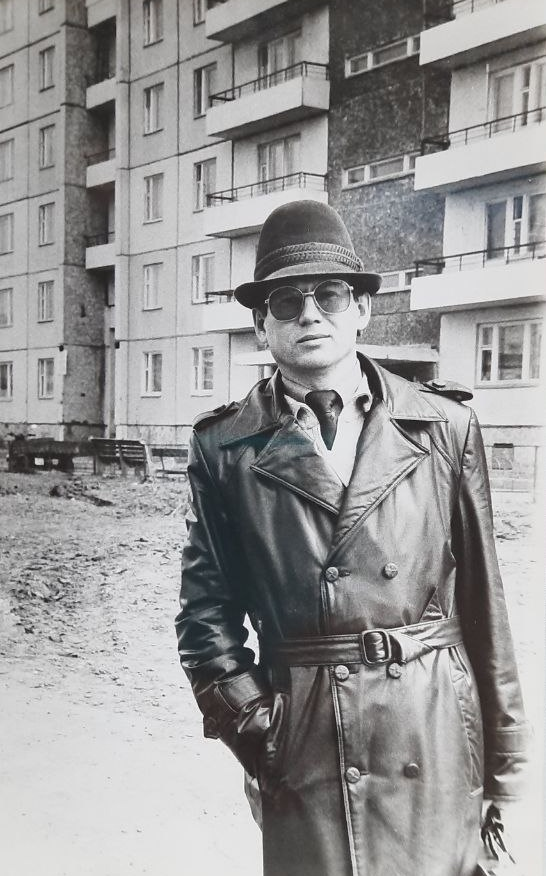
Красноярск, 1980-е

В 1985 году, при заводе КрасТяжМаш в Красноярске, требуется специалист для создания газеты. Николай Александрович с семьей переезжает в Красноярск и приступает к работе. В октябре 1985 года он становится главным редактором заводской газеты «Прогресс».
В 1990 году семья возвращается в деревню и покупает дом в Бирилюссах. Николай Александрович становится фермером и начинает разводить пчел. В этот период он пишет много стихов и рассказов. В том числе, знаменитую «Пчелу».
В 1996 году Конусовы переезжают в село Большой Улуй, где приобретают дом. Сын Николая Александровича, Николай, поступает в Красноярский государственный педагогический институт. В след за ним, в 1997 году Николай Александрович возвращается в Красноярск и устраивается журналистом в «Автодорожно-транспортную газету».
С 1998 по 2000 год, он становится главным редактором газеты «Городские новости».

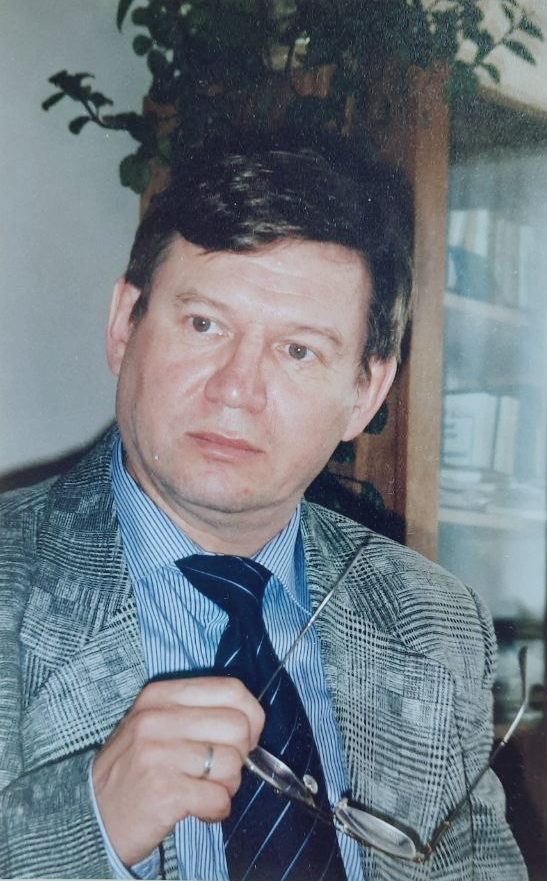
В редакции газеты «Городские новости», 2000 г.

С 2001 по 2004 год Николай Александрович назначен директором Издательского центра «КрасГАУ» при Красноярском государственном аграрном университете.
С 2004 по 2006 год — он собкор газеты «Красноярский рабочий» по западным районам Красноярского края, жил и работал в селе Большой Улуй, где у него были дом и пасека.
С 2007 по 2008 год работает директором Краевого государственного образовательного учреждения начального профессионального образования «Профессиональное училище № 65» в селе Большой Улуй.
С 2008 по 2011 год работает в редакции газеты «Вести КрасГАУ» при Красноярском государственном аграрном университете корректором.
С 2011 года, Николай Александрович посвятил себя уходу за больным сыном Николаем (у него диагностировали рассеянный склероз «РС» и вместе с тем, продолжал заниматься творчеством. Его стихи, очерки, зарисовки и рассказы были опубликованы во множествах газет, как в районных, так и всероссийских: «Новый путь»; «Вести» Большеулуйского района; «Ачинская газета»; «Сегодняшняя газета»; «Красноярский рабочий»; «Сельские вести»; «Гудок»; «Россия» и другие.

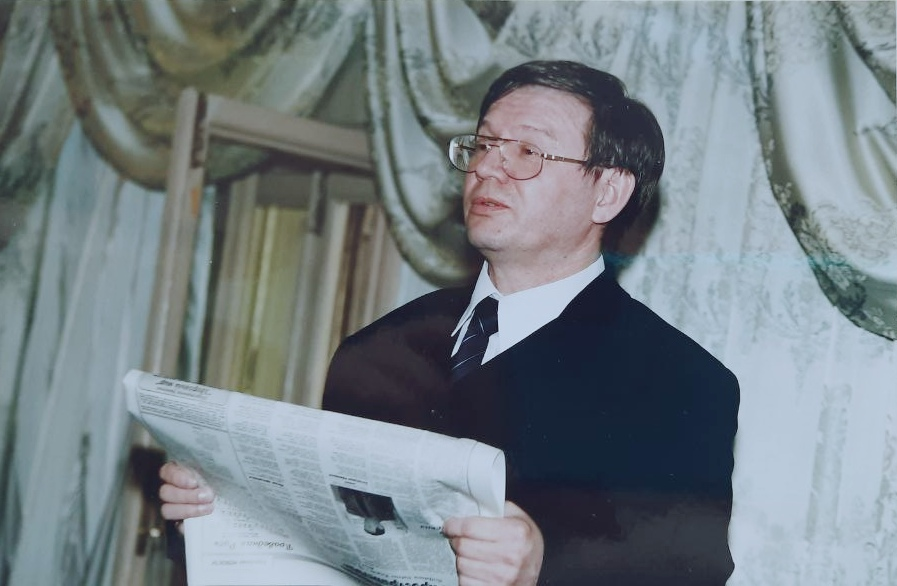
Юбилей Николая Конусова, 24 апреля 2000 г.

## Публикации
- Конусов, Н. А. Пресвятая: повесть, рассказы, стихотворения в прозе / Н. А. Конусов. — Красноярск: Гротеск, 2000. — 306 с.
- Конусов, Н. А. Молитва любви: стихотворения / Н. А. Конусов. — Красноярск: Знак, 2001.
- Конусов, Н. А. Сельские зарисовки: рассказы / Николай Конусов. — Текст: непосредственный // Енисей. — 2001. — № 218. — С. 76—79
- Конусов, Н. А. [Проза] Пресвятая / Николай Конусов. — Текст : непосредственный // «ДЕНЬ и НОЧЬ» Литературный журнал для семейного чтения (c) N 9—10 2001 г.
- Какие наши годы!: поэзия и проза / Агентство культуры адм. Краснояр. края, ГКУК «Дом искусств» [и др.]. — Красноярск: Продвижение, [2006]. — 462, [1] с. Из содержания: Конусов, Николай Александрович. Басмановские староверы; пчела: [рассказы] / Н. А. Конусов. — С.106-111
- Писатели на берегах Енисея, XIX—XXI вв.: антология короткого рассказа / [ред.-сост. Сергей Кузичкин]. — Красноярск : Семицвет, 2009. — 239, [1] с. Из содержания: Конусов, Николай Александрович. Пчела / Николай Конусов. — С.75
- Сибирский венок Пушкину — красноярцы: стихи, рассказы, статьи, повесть / сост. В. Ермаков. — Красноярск: Книжное издательство, 1999. — 378 с. Из содержания: Конусов, Николай Александрович. Александр Пушкин; Анна Керн; Таня; и др. : [стихи] / Н. А. Конусов. — С.131—137
- Собрание произведений лауреатов литературно-педагогичесого конкурса «Добрая лира»: В 3 т. / Редактор-составитель С. Лаевский. Т. 2. Окна родного дома / Э. Стефанович, М. Кулакова, М. Эшли, Е. Гаммер, Н. Конусов, Н. Красюк. — СПб., 2008. — 336 с. — ISBN 978-5-98709-073-2. Из содержания: Конусов, Николай Александрович. ОКНА РОДНОГО ДОМА; «Военная тайна»; Трутень; и др. : [повесть, рассказы, поэма] / Н. А. Конусов. — С.195—284
- Конусов, Н. А. Чулымские места / Н. А. Конусов, — Красноярск: Городская типография, 2012. — 128 с.